# Florenzio (console 429)
Flavio Florenzio (latino: Flavius Florentius; fl. 422-451) è stato un politico romano che influenzò la politica dell'Impero romano d'Oriente per il secondo quarto del V secolo.

## Biografia
Siriano, il 6 novembre 422 era praefectus urbi di Costantinopoli; in questa veste ricevette un editto conservato nel Codice teodosiano (vi.8.1).
Dopo aver ricoperto un incarico amministrativo di rilievo, forse prefetto del pretorio dell'Illirico, tra il 21 aprile 428 e l'11 febbraio 430 tenne la seconda carica dell'impero, la prefettura del pretorio d'Oriente, con l'onore del consolato nel 429. Nel 438 (31 gennaio) e 439 (26 novembre) fu nuovamente prefetto per l'Oriente; a causa della chiusura dei bordelli di Costantinopoli, l'erario ricevette minori introiti, e Florenzio decise di cedere allo stato alcune sue proprietà per compensare la perdita. Ricevette lettere da Teodoreto, al quale chiese di sostenere un certo candidato, da Isidoro di Pelusio e da Firmo di Cesarea.
A metà degli anni 440 resse altre due volte la prefettura del pretorio, presumibilmente quella per l'Oriente. Tra il 444 e il 448 ricevette il titolo di patricius; il 22 novembre di questo anno fu incaricato da Teodosio II di partecipare all'indagine che si teneva a Costantinopoli sulle posizioni di Eutiche, in quanto l'imperatore si fidava della sua ortodossia.
Nel 451 partecipò al concilio di Calcedonia, durante il quale fu presente alla prima, terza, quarta e sesta sessione.
All'inizio del regno di Marciano, Florenzio e Anatolio sconsigliarono all'imperatore di sostenere la rivolta degli Armeni contro i Sasanidi; Marciano lo inviò presso il sovrano persiano per rassicurarlo dell'intenzione romana di non intervenire.